# Friedrich Albert Carl Spaeter

Friedrich Albert Carl Spaeter

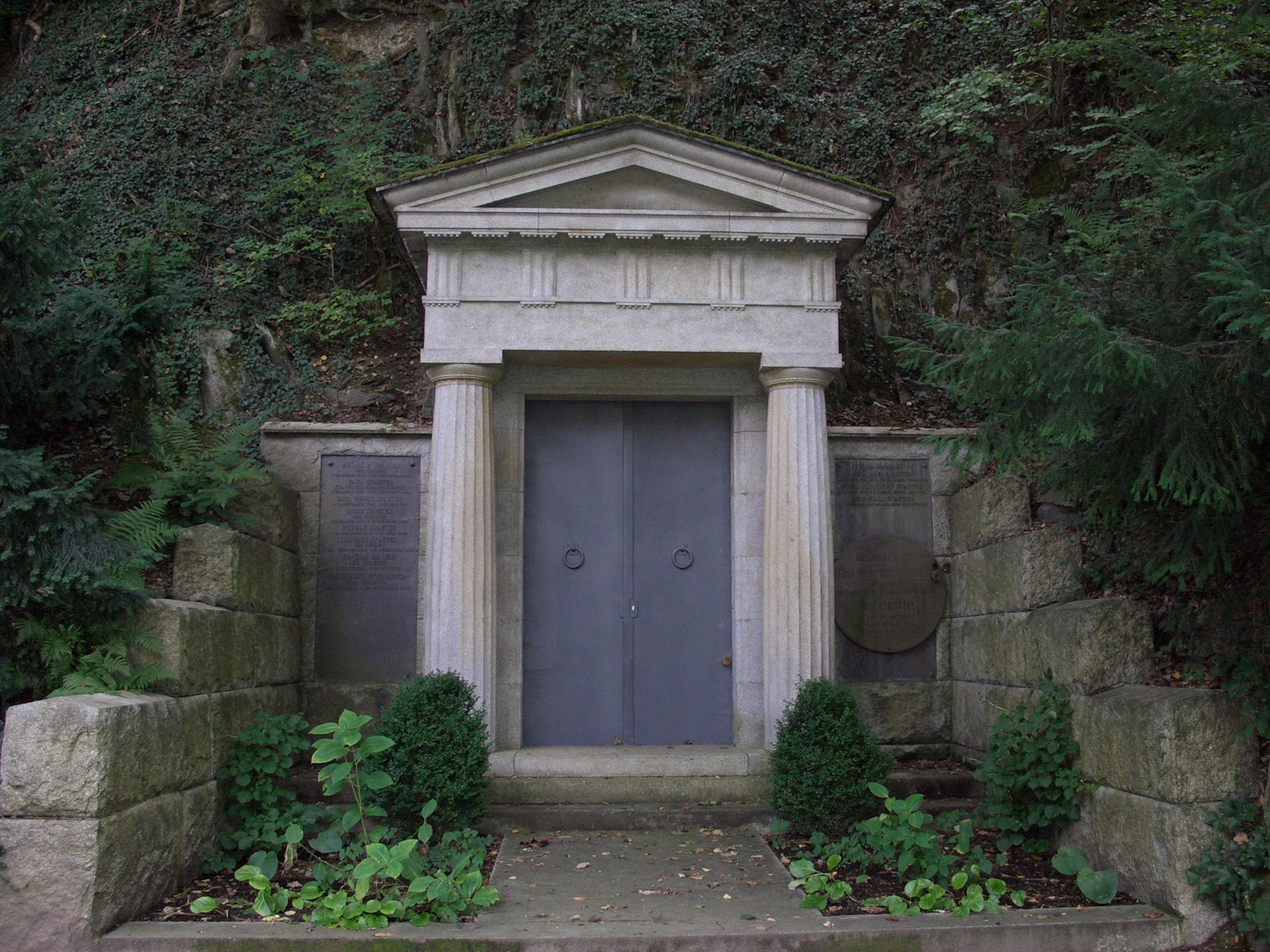
Gruft der Familie Spaeter auf dem Hauptfriedhof Koblenz

Friedrich Albert Carl Spaeter (* 11. Oktober 1835 in Stadtsulza, Großherzogtum Sachsen-Weimar-Eisenach; † 9. Juli 1909 in Koblenz) war ein deutscher Industrieller, der viele Jahre erfolgreich in Koblenz wirkte. Der Carl-Spaeter-Konzern in Duisburg ist sein Werk.

## Leben
Nach einer kaufmännischen Ausbildung kam der Sohn des Webers, Kaufmanns und Bürgermeisters Heinrich Gottlieb Karl Spaeter 1856 nach Koblenz. Dort übernahm er in der Rheinzollstraße die Geschäftsführung in der damaligen Spedition Wirth, die sich auf Binnenschifffahrt spezialisiert hatte. 1875 war er Alleininhaber des Betriebes. Auf dem Hauptfriedhof Koblenz fand er 1909 seine letzte Ruhestätte. Ein Jahr vor seinem Tod spendete er für die Kirche St. Mauritius (Bad Sulza) ein Fenster.

## Leistungen (Auswahl)

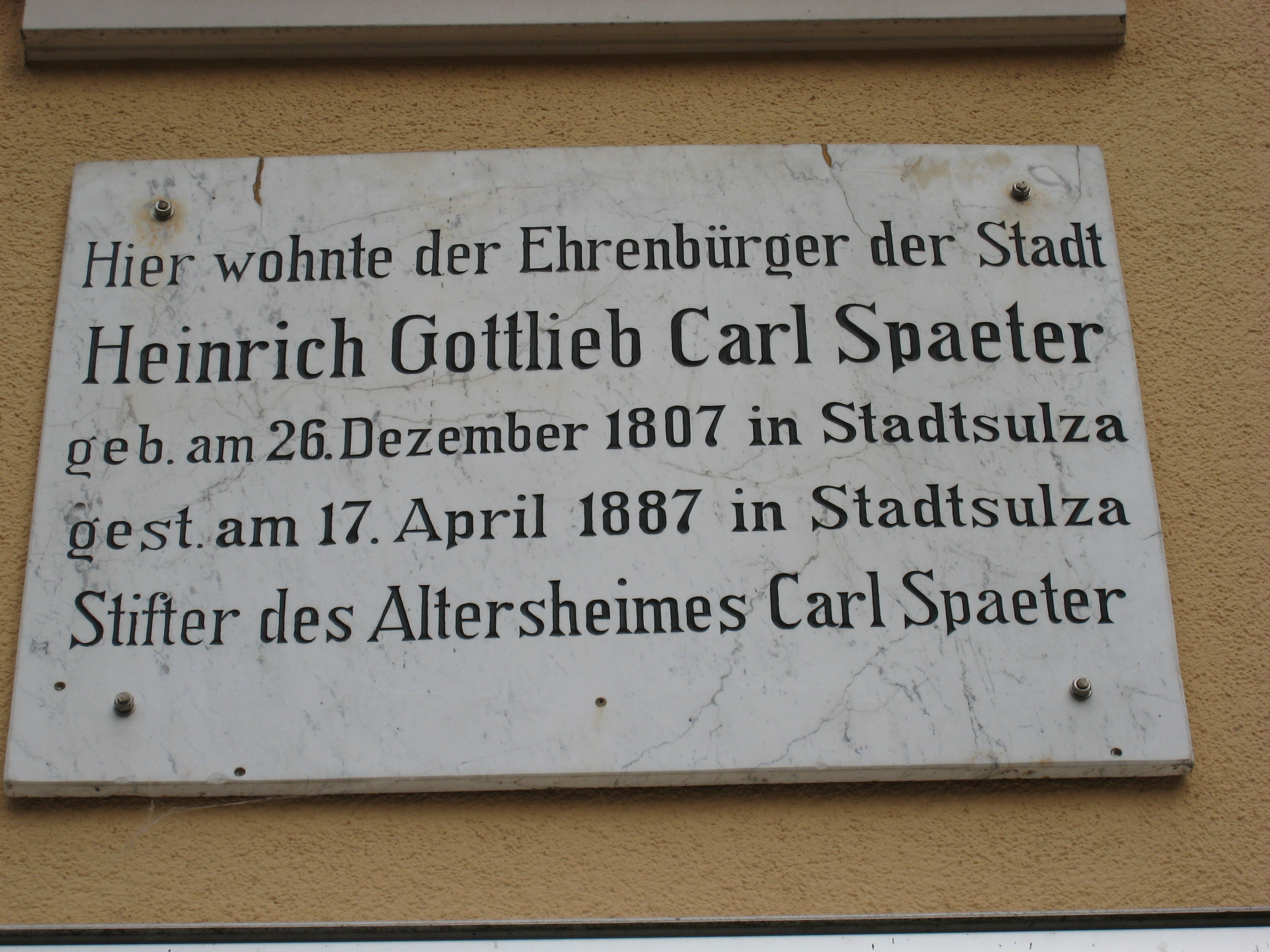
Tafel am väterlichen Haus in Bad Sulza

Als Alleininhaber der damaligen Spedition Wirth in Koblenz organisierte Spaeter nach 1875 Speditionsaufträge für Transporte von Roheisen aus der Sayner Hütte und lieferte Siegerländer Spiegeleisen nach England und Frankreich. Beim Bau des Suezkanals lieferte er Schienen aus der Burbacher Hütte im Saarland. Ferner organisierte er den Transport von Erzen aus dem Lahngebiet nach Holland und England. 1870/71 kaufte er nach dem Deutsch-Französischen Krieg eine Zeche und ein Walzwerk. In Lothringen gründete er 1880 die Rombacher Hüttenwerke und etwa gleichzeitig die Veitscher Magnesitwerke AG in Veitsch, Obersteiermark.
Von 1884 bis 1902 war Spaeter Präsident der Handelskammer Koblenz und gründete die Fortbildungsschulen der Stadt. Er war beteiligt an der Gründung der städtischen Gas- und Wasserwerke und am Bau der Werftbahn in Koblenz. Mit wirtschaftlichem Weitblick trat er für die Kanalisierung der Mosel ein. Er gehörte dem Verein Deutscher Ingenieure (VDI) und dem Mittelrheinischen Bezirksverein des VDI an.
Sein Sohn Carl Spaeter (1862–1930) führte sein Werk fort.

## Auszeichnungen
- Die preußische Regierung verlieh ihm wegen seiner Verdienste den Titel Geheimer Kommerzienrat.
- In Koblenz heißt seit dem 12. April 1962 die Straße im Industriegebiet Rheinhafen zwischen den Ortsteilen Kesselheim und Wallersheim „Carl-Spaeter-Straße“.